# Paulina (województwo kujawsko-pomorskie)
Paulina – wieś w Polsce położona w województwie kujawsko-pomorskim, w powiecie nakielskim, w gminie Kcynia.

## Podział administracyjny
W latach 1975–1998 miejscowość administracyjnie należała do województwa bydgoskiego.

## Demografia
Według Narodowego Spisu Powszechnego (III 2011 r.) liczyła 145 mieszkańców. Jest 29. co do wielkości miejscowością gminy Kcynia.